# Skordupiany (gmina Kibarty)
Skordupiany (lit. Skardupiai) – wieś na Litwie, na Suwalszczyźnie, w gminie Kibarty w rejonie wyłkowyskim w okręgu mariampolskim.
Za Królestwa Polskiego przynależała administracyjnie do gminy Olwita w powiecie wyłkowyskim.